# Culiacán
Culiacán Rosales is de hoofdstad van de Mexicaanse deelstaat Sinaloa en de gelijknamige gemeente. Het had in 2010 zo'n 675.773 inwoners. Culiacán ligt aan de samenvloeiing van de Río Tamazula, Río Humaya en de Río Culiacán. Het is een partnerstad van Saint Paul in Minnesota.
Historici zijn het niet eens over de herkomst van de naam Culiacán, maar waarschijnlijk komt het van het Nahuatl Colhuacan. De stad werd in 1531 op de plaats van een indiaanse nederzetting gesticht door Nuño Beltrán de Guzmán. De ontdekkingsreiziger Francisco Vázquez de Coronado gebruikte Culiacán als uitvalsbasis voor zijn verkenningstocht door de zuidwestelijke Verenigde Staten. Toen de Mexicaanse overheid in de jaren '50 van de twintigste eeuw dammen bouwde in de buurt van Culiacán begon de bevolking snel toe te nemen en werd het een belangrijke landbouwstad.
De criminaliteit in Culiacán is zelfs voor Mexicaanse begrippen bijzonder hoog. De drugshandel is voor het eerst ontstaan doordat hier tijdens de Tweede Wereldoorlog opium werd verbouwd voor geneesmiddelen voor het Amerikaanse leger. Culiacán is de thuisbasis van het Sinaloakartel.

## Geboren
- Salvador Alvarado (1879-1924), politicus en militair
- Francisco R. Serrano (1889-1927), revolutionair
- José Limón (1908-1972), danser
- Manuel Clouthier (1934-1989), politicus
- Amparo Ochoa (1946-1994), zangeres
- Joaquín "El Chapo" Guzmán (1954), drugsbaron
- Paul Rodriguez (1955), acteur
- Julio César Chávez (1962), bokser
- Teresa Margolles (1963), kunstenaar
- Ramón Arellano Félix (1964-2002), drugsbaron
- Cesar Millan (1969), hondentrainer
- Jared Borgetti (1973), voetballer
- Alberto Medina (1983), voetballer
- César Ramos (1983), voetbalscheidsrechter
- Héctor Moreno (1988), voetballer
- Javier Güemez (1991), voetballer